# Якурсо
Якурсо (італ. Jacurso, сиц. Jacurzu) — муніципалітет в Італії, у регіоні Калабрія,  провінція Катандзаро.
Якурсо розташований на відстані близько 480 км на південний схід від Риму, 20 км на захід від Катандзаро.
Населення — 628 осіб (2014).
Щорічний фестиваль відбувається 20 січня. Покровитель — Святий Севастіан (San Sebastiano).

## Демографія
Населення за роками:

Станом на 1 січня 2023 року в муніципалітеті офіційно проживало 28 іноземців з 5 країн, серед них 2 громадяни країн Євросоюзу.

## Сусідні муніципалітети
- Кортале
- Куринга
- Філадельфія
- Маїда
- Полія
- Сан-П'єтро-а-Маїда